# Iso-Tervi
Iso-Tervi är en ö i Finland. Den ligger i Skärgårdshavet och i kommunen Nådendal i den ekonomiska regionen  Åbo ekonomiska region i landskapet Egentliga Finland, i den sydvästra delen av landet. Ön ligger omkring 15 kilometer sydväst om Åbo och omkring 160 kilometer väster om Helsingfors. Iso-
Öns area är 2,6 hektar och dess största längd är 230 meter i öst-västlig riktning. Runt Iso-Tervi är det tätbefolkat, med 735 invånare per kvadratkilometer. Närmaste större samhälle är Åbo, 15,0 km nordost om Iso-Tervi.